# Административное деление Донецкой губернии на 1 марта 1925 года

## Донецкая губерния. 1 марта 1925 года
Делилась на округа и районы
- общее число округов — 5
- общее число районов — 64
- центр губернии — город Артёмовск
- список округов:

1. Артёмовский
2. Луганский
3. Мариупольский
4. Сталинский
5. Старобельский

### Артёмовский округ
- общее число районов — 15
- центр округа — Артёмовск
- переименованы:

1. Камышевахский район в Попаснянский район

- Список районов:

1. Александровский
2. Артёмовский
3. Гришинский
4. Енакиевский
5. Железнянский
6. Зайцевский
7. Константиновский
8. Краматоровский
9. Лиманский
10. Лисичанский
11. Ново-Экономический
12. Попаснянский
13. Райалександровский
14. Сергеевский
15. Славянский

### Луганский округ
- общее число районов — 15
- центр округа — Луганск
- Список районов:

1. Алчевский
2. Городищенский
3. Дмитриевский
4. Ивановский
5. Каменнобродский
6. Краснолучский
7. Лозово-Павловский
8. Ново-Светловский
9. Петропавловский
10. Ровенецкий
11. Славяносербский
12. Сорокинский
13. Станично-Луганский
14. Успенский
15. Шараповский

### Мариупольский округ
- общее число районов — 8
- центр округа — Мариуполь
- переименованы:

1. Петропавловский район в Володарский район
2. Стретенский район в Октябрьский район

- Список районов:

1. Александро-Невский
2. Володарский
3. Мангушский
4. Ново-Николаевская
5. Новосёловский
6. Октябрьский
7. Старо-Каранский
8. Старо-Керменчикский

### Сталинский округ
- общее число районов — 12
- центр округа — Сталино
- переименованы:

1. Авдотьинский район в Сталинский район
2. Алексеево-Орловский район в Чистяковский район
3. Благодатовский район в Павловский район
4. Зуевский район в Харцызский район

- Список районов:

1. Авдеевский
2. Амвросиевский
3. Андреевский
4. Больше-Янисольский
5. Макеевский
6. Марьинский
7. Павловский
8. Селидовский
9. Сталинский
10. Стыльский
11. Харцызский
12. Чистяковский

### Старобельский округ
- общее число районов — 14
- центр округа — Старобельск
- Список районов:

1. Александровский
2. Беловодский
3. Белокуракинский
4. Белолуцкий
5. Евсугский
6. Каменский
7. Марковский
8. Мостовский
9. Ново-Айдарский
10. Ново-Астраханский
11. Осиновский
12. Смолянинский
13. Старобельский
14. Стрельцовский